# سيمونيتا سوماروغا
سيمونيتا سوماروغا (من مواليد 14 مايو 1960) هي سياسية سويسرية للحزب الديمقراطي الاجتماعي في سويسرا وهي عضو حالي في المجلس الاتحادي السويسري والحكومة الاتحادية من سويسرا ورئيس الإدارة الاتحادية للعدل والشرطة (وزير العدل السويسري). شغلت منصب نائب رئيس الاتحاد السويسري لعام 2014، وعام 2015 نجحت لدور الرئاسية.

## روابط خارجية
- سيمونيتا سوماروغا على موقع IMDb (الإنجليزية)
- سيمونيتا سوماروغا على موقع مونزينجر (الألمانية)
- سيمونيتا سوماروغا على موقع ميوزك برينز (الإنجليزية)